# كامبو دي سيوداد لينال
كامبو دي سيوداد لينال كان استاد متعدد الاستخدامات في مدريد، إسبانيا. كان يستخدم في البداية كملعب لريال مدريد. وقد حل محله استاد تشامارتن في عام 1924. كانت قدرة الاستاد 8000 متفرج.

## روابط خارجية
- Estadios de España (بالإنجليزية)